# Earl of Carlisle
Earl of Carlisle ist ein erblicher britischer Adelstitel, der dreimal in der Peerage of England geschaffen wurde.

## Verleihungen und nachgeordnete Titel
In erster Verleihung wurde der Titel am 25. März 1322 für Andrew Harclay, 1. Baron Harclay geschaffen. Am 15. Mai 1321 war er bereits zum Parlament einberufen und somit zum Baron Harclay (auch Hartcla) erhoben worden. 1322 wurde er wegen Hochverrats hingerichtet und seine Titel aberkannt.
In zweiter Verleihung wurde der Titel am 13. September 1622 James Hay, 1. Viscount Doncaster verliehen. Er war ein Favorit König Jakobs I. und war am 21. Juni 1606 in der Peerage of Scotland zum Lord Hay und in der Peerage of England am 20. Juni 1615 zum Baron Hay, of Sawley in the County of York sowie am 5. Juli 1618 zum Viscount Doncaster erhoben worden. Er gehörte einer Nebenlinie des Clan Hay an. Sein Sohn, der 2. Earl, erbte 1637 von seinem Großvater mütterlicherseits, Edward Denny, 1. Earl of Norwich, den Titel Baron Denny, der 1604 als Barony by writ in der Peerage of England geschaffen worden war. Der 2. Earl verstarb 1660 kinderlos und alle seine Titel erloschen.
In dritter Verleihung wurde der Titel am 20. April 1661 für Sir Charles Howard geschaffen, zusammen mit den nachgeordneten Titeln Viscount Howard of Morpeth, in the County of Cumberland, und Baron Dacre of Gillesland, in the County of Cumberland. Er gehörte der Familie Howard an und war ein Ur-Urenkel des 4. Duke of Norfolk. Der 12. Earl erbte 1982 von seiner Mutter auch den im Januar 1651 in der Peerage of Scotland geschaffenen Titel 12. Lord Ruthven of Freeland.
Stammsitz der Earl of Carlisle dritter Verleihung war Castle Howard und ist heute Naworth Castle.

## Liste der Earls of Carlisle

Wappen des Earl of Carlisle (1322)

### Earls of Carlisle, erste Verleihung (1322)
- Andrew Harclay, 1. Earl of Carlisle († 1323) (verwirkt 1323)

### Earls of Carlisle, zweite Verleihung (1622)

Wappen der Earls of Carlisle (1622)

- James Hay, 1. Earl of Carlisle (um 1590–1636)
- James Hay, 2. Earl of Carlisle (1612–1660)

### Earls of Carlisle, dritte Verleihung (1661)

Wappen der Earls of Carlisle (1661)

- Charles Howard, 1. Earl of Carlisle (1629–1685)
- Edward Howard, 2. Earl of Carlisle (1646–1692)
- Charles Howard, 3. Earl of Carlisle (1669–1738)
- Henry Howard, 4. Earl of Carlisle (1694–1758)
- Frederick Howard, 5. Earl of Carlisle (1748–1825)
- George Howard, 6. Earl of Carlisle (1773–1848)
- George Howard, 7. Earl of Carlisle (1802–1864)
- William Howard, 8. Earl of Carlisle (1808–1889)
- George Howard, 9. Earl of Carlisle (1843–1911)
- Charles Howard, 10. Earl of Carlisle (1867–1912)
- George Howard, 11. Earl of Carlisle (1895–1963)
- Charles Howard, 12. Earl of Carlisle (1923–1994)
- George Howard, 13. Earl of Carlisle (* 1949)

Mutmaßlicher Titelerbe (Heir Presumptive) ist der Bruder des aktuellen Titelinhabers Philip Charles Wentworth Howard (* 1963).